# Micrasema philomele
Micrasema philomele är en nattsländeart som beskrevs av Malicky 2000. Micrasema philomele ingår i släktet Micrasema och familjen bäcknattsländor. Inga underarter finns listade i Catalogue of Life.